# Isidorea pungens
Isidorea pungens är en måreväxtart som först beskrevs av Jean-Baptiste de Lamarck, och fick sitt nu gällande namn av Benjamin Lincoln Robinson. Isidorea pungens ingår i släktet Isidorea och familjen måreväxter. Inga underarter finns listade i Catalogue of Life.